# Baccharis tricuneata
Baccharis tricuneata  es una especie de planta con flor de la familia de las asteráceas. Es endémica del sur de Sudamérica.

## Taxonomía
Baccharis tricuneata fue descrita por (L.f.) Pers. y publicado en Synopsis Plantarum 2: 424. 1807.
Etimología
Baccharis: nombre genérico que proviene del griego Bakkaris dado en honor de Baco, dios del vino, para una planta con una raíz fragante y reciclado por Linnaeus.
tricuneata: epíteto latino que significa "con forma de tres cuñas". 
Variedades aceptas
- Baccharis tricuneata var. callaensis Cuatrec.
- Baccharis tricuneata var. robusta Cuatrec.

Sinonimia
- Baccharis cuneifolia Steud.
- Baccharis magellanica (Lam.) Pers.
- Baccharis magellanica var. magellanica
- Baccharis mucuchiesensis Hieron.
- Baccharis prostrata var. lineata Cuatrec.
- Baccharis tolimensis Hieron.
- Baccharis tridentata Gaudich.
- Baccharis variifolia Hieron.
- Conyza magellanica Lam.
- Conyza tricuneata (L.f.) Willd.
- Erigeron tricuneatus L.f.
- Pentaphorus glutinosus D.Don[3]